# 규슈 장가라

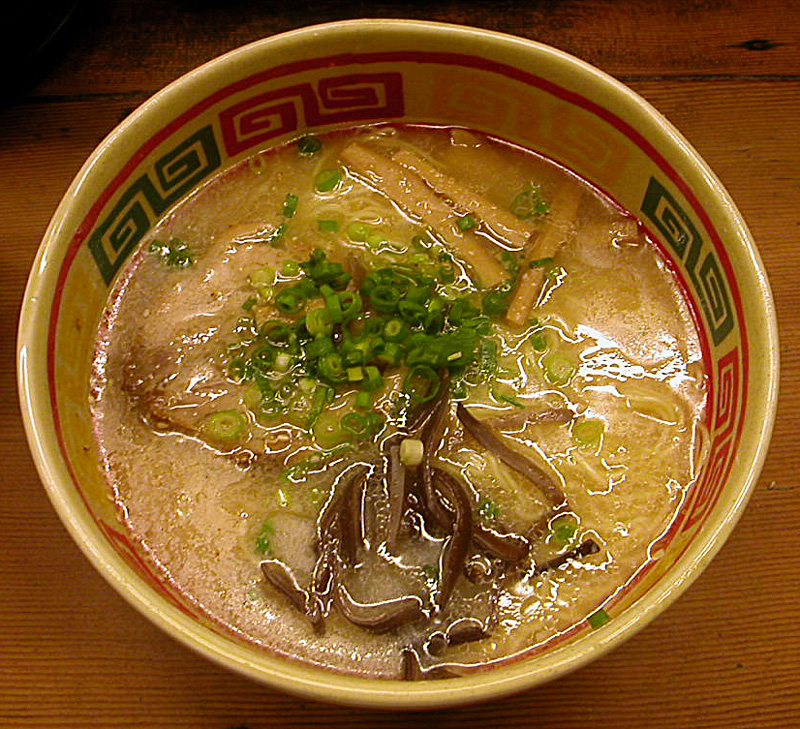
규슈 장가라 라멘

규슈 장가라(일본어: 九州じゃんがら)는 1986년 도쿄 아키하바라에 문을 연 라멘 전문점이다. 여러 곳에 분점이 있으며, 고이즈미 준이치로 일본 전 총리도 자주 찾는다고 알려져 있다.